# Mohammed Briouel
Mohammed Briouel (nacido en 1954 - Fez) es un músico, y un pedagogo marroquí de música sabia. 
Ha laureado, en particular, en 1986 del Precio de Marruecos para una publicación que trata de "Nubat Gharibat Al Husayn" dónde transcribió y anotó las 11 juergas de la música sabia andaluz. Dirige el Conservatorio de Música de Fès